# اچ‌ام‌اس خاروبدیس (اف۷۵)
اچ‌ام‌اس خاروبدیس (اف۷۵) (به انگلیسی: HMS Charybdis (F75)) یک کشتی بود. این کشتی در سال ۱۹۶۸ ساخته شد.